# Barrage Gilgel Gibe II
Le barrage Gilgel Gibe II est un barrage en Éthiopie sur l'Omo. Il a été construit en 2010. Il est associé à une centrale hydroélectrique de 420 MW.